# Товарно-транспортная накладная
Товарно-транспортная накладная (ТТН) — накладная, предназначенная для учёта движения товарно-материальных ценностей при их перемещении с участием транспортных средств и является основанием для списания у грузоотправителя и оприходования их у грузополучателя. 

## Определение
Товарно-транспортная накладная — документ, сопровождающий груз, предназначенный для учёта движения товарно-материальных ценностей и расчетов за их перевозки автомобильным транспортом. Состоит из двух разделов:
- Товарного, определяющего взаимоотношения грузоотправителей и грузополучателей и служащего для списания товарно-материальных ценностей у грузоотправителей и оприходования их у грузополучателей;
- Транспортного, определяющего взаимоотношения грузоотправителей заказчиков автотранспорта с организациями-владельцами автотранспорта, выполнившими перевозку грузов и служащего для учёта транспортной работы и расчетов грузоотправителей или грузополучателей с организациями-владельцами автотранспорта за оказанные им услуги по перевозке грузов.

Товарно-транспортная накладная выписывается в нескольких экземплярах, количество зависит от формы накладной:
- первый — остается у грузоотправителя и предназначается для списания товарно-материальных ценностей;
- второй — предназначается для оприходования товарно-материальных ценностей у получателя груза (сдается водителем грузополучателю);
- третий (передаётся организации-владельцу автотранспорта) — служит основанием для расчетов, организация-владелец автотранспорта прилагает его к счету за перевозку и высылает плательщику-заказчику автотранспорта;
- четвёртый (передаётся организации-владельцу автотранспорта) — прилагается к путевому листу и служит основанием для учёта транспортной работы и начисления заработной платы водителю.

Транспортная накладная — перевозочный документ, подтверждающий заключение договора перевозки груза.
Транспортная накладная составляется на одну или несколько партий груза, перевозимую на одном транспортном средстве, в 3 экземплярах (оригиналах) соответственно для грузоотправителя, грузополучателя и перевозчика. Транспортная накладная подписывается грузоотправителем и перевозчиком.

## Виды товарно-транспортных накладных
Существует несколько видов товарно-транспортных накладных, имеющих унифицированные формы. Основная форма (Типовая межотраслевая форма № 1-Т), утвержденная постановлением Госкомстата РФ от 28.11.1997 № 78, используется в отношении большинства товаров. Кроме того, существуют формы ТТН, специально введенные для оформления операций по отправке-приемке зерна, животных, молочного сырья, плодово-ягодной продукции, шерсти. Все они утверждены постановлением Госкомстата РФ от 29.09.1997 № 68.
С 25 июля 2011 года вступает в силу новая форма транспортной накладной. Она введена Правилами перевозок грузов автомобильным транспортом, утвержденными постановлением Правительства РФ от 15.04.2011 № 272. Транспортная накладная новой формы подтверждает факт заключения договора грузоперевозки, а полей для списания и оприходования грузов в ней нет.

## Функции товарно-транспортных накладных
Товарно-транспортная накладная предназначена для учёта движения товарно-материальных ценностей и расчетов за их перевозки автомобильным транспортом, подтверждает заключение договора перевозки груза, определяет условия перевозки груза, фиксирует сведения о стоимости услуг перевозчика и порядке расчета провозной платы.

## Учёт товарно-транспортных накладных
Некоторые организации используют ТТН для списания/оприходования товарно-материальных ценностей (вместо товарной накладной ТОРГ-12). Как правило, оформляется грузоотправителем. Однако по согласованию сторон документ может составляться и перевозчиком.